# Ністру (цинут)
Ні́стру (рум. Ținutul Nistru) — один із десятьох цинутів Румунського королівства з адміністративним центром у Кишиневі. Містився на частині території Бессарабії та Буджака.

## Історія
Цинут утворено 1938 року згідно з румунським декретом-законом про адміністративну реформу від 13 серпня 1938 (Monitorul Oficial, №187 від 14 серпня 1938). Назва перекладається з румунської як Дністер, уздовж якого і простягалася ця провінція. Цинут об'єднав в одне утворення чотири колишні жудці Королівства Румунія: Четатя-Албе (з центром у Білгороді-Дністровському), Лепушна (центр у Кишиневі), Оргіїв (центр Оргіїв) та Тягиня (Бендери). 
Цинут припинив існування наприкінці червня 1940 року внаслідок вступу Червоної Армії у Бессарабію та Північну Буковину.

## Адміністративно-територіальний устрій
На чолі цинуту стояв королівський резидент, який призначався указом короля на 6 років. Він представляв Уряд Румунії, забезпечував виконання рішень Уряду та збереження порядку і громадського спокою. Йому підпорядковувався ряд департаментів, які керували усіма сферами життя на ввіреній території. Далі за ієрархією йшли повіт, пласа (претура), комуна. Повітом управляв префект, який призначався указом короля з числа професіональних чиновників. Префектові підлягали і всі посадовці МВС, що працювали у повіті. Керівництво повіту й претури здійснювало контрольні функції, щоб розвантажити інші структури влади від зайвої роботи. Комуни було поділено на сільські і міські, а останні — на муніципії (більш ніж 50 000 осіб, центри цинутів), повітові центри та звичайні. Ними керували примари і комунальна рада, що складалася з 3-12 членів, які обиралися строком на 6 років, та осіб, призначуваних префектами повіту з правом дорадчого голосу. Присутність радників на засіданнях була обов'язковою. Платні у них не було, оплачувалася тільки їхня участь у засіданнях. Рада мала право затверджувати бюджет, брати кредити і залучати інвестиції. Примари, яких раніше обирали, тепер теж призначалися на 6 років. Їхні права (як і префектів) розширилися, вони включили частину повноважень комунальних та повітових рад. Однак примар ніс і велику відповідальність перед законом за завдавання будь-якого збитку місцевим органам влади або приватним особам. Селами, віддаленими від центру комуни, управляли делегати, наділені правом розв'язувати адміністративні питання.